# La Baule-Escoublac
 La Baule-Escoublac  es una comuna y localidad francesa, situada en la región de Países del Loira, departamento de Loira Atlántico, en el distrito de Saint-Nazaire y cantón de La Baule-Escoublac.

## Demografía
| 1600 | 796 | 1113 | 933 | 1190 | abs. | 1179 | 1217 | 1180 | 1157 | 1200 | 1172 | 1 223 | 1415 | 1535 | 1648 | 1912 | 1777 | 2167 | 2727 | 3395 | 5051 | 6126 | 6115 | 15 205 | 13 166 | 13 004 | 13 336 | 15 006 | 14 553 | 14 845 | 15 831 | 16 719 |
| Para los censos de 1962 a 1999 la población legal corresponde a la población sin duplicidades (Fuente: INSEE [Consultar]) |     |      |     |      |      |      |      |      |      |      |      |       |      |      |      |      |      |      |      |      |      |      |      |        |        |        |        |        |        |        |        |        |